# Solriamfetol
```

```

O solrianfetol ou solriamfetol (DCI; vendido sob a marca Sunosi), é um fármaco  usado no tratamento da sonolência excessiva em pessoas com narcolepsia e/ou apneia do sono. É um compsto derivado da fenilalanina. O solrianfetol atua como um inibidor de recaptação de noradrenalina e dopamina (IRND). Os efeitos colaterais mais comuns são dor de cabeça, náusea, ansiedade e insônia.
A droga foi descoberta por uma subsidiária do SK Group, que licenciou os direitos para a para a Aerial Pharma em 2011.

## Farmacologia

### Farmacodinâmica
Solriamfetol é um inibidor de recaptação de noradrenalina e dopamina (IRND). Ele se liga ao transportador de dopamina e ao transportador de noradrenalina (NAT) com afinidades (Ki) de 14,2 μM e 3,7 μM, respectivamente). Inibe a recaptação de dopamina e noradrenalina com valores de concentração inibitória média (IC50), respectivamente, de 2,9 μM e 4,4 μM.
Possui afinidade fraca em relação ao transportador de serotonina (SERT) (Ki = 81,5 μM) e seu efeito parece ser insignificante na recaptação de serotonina (IC50 > 100 μM). O solrianfetol interage com vários outros neurotransmissores, mas não exerce efeito farmacológico significativo, por exemplo em receptores de dopamina, serotonina, adrenérgico, GABA, adenosina, histamina, orexina, benzodiazepina e acetilcolina.

### Farmacocinética
A meia-vida de eliminação do solriamfetol é de, aproximadamente, 7,1 horas.